# Christoph Ehlich
Christoph Ehlich (* 2. Februar 1999 in Ebersberg) ist ein deutscher Fußballspieler. Der Verteidiger steht beim SV Sandhausen unter Vertrag.

## Karriere
Nach seinen Anfängen in der Jugend des VfB Forstinning und des TSV 1860 München wechselte er im Sommer 2014 in die Jugendabteilung der SpVgg Unterhaching. Dort kam er auch zu seinem ersten Einsatz im Profibereich in der 3. Liga, als er am 6. April 2019, dem 32. Spieltag, bei der 0:4-Auswärtsniederlage gegen den Karlsruher SC in der 70. Spielminute für Hyun-seok Hong eingewechselt wurde. Nach sieben Ligaspielen in der Drittligasaison 2019/20 wurde der Verteidiger Ende Januar 2020 bis Saisonende gemeinsam mit seinen Mannschaftskameraden Alexander Kaltner, Niclas Anspach und Stephan Mensah in die Regionalliga Bayern an den Kooperationsverein TSV 1860 Rosenheim verliehen. Am Ende der Saison 2022/2023 stieg er mit seinem Verein in die 3. Liga auf.
Im Sommer 2023 wechselte er innerhalb der Liga zum SV Sandhausen.

## Erfolge
SpVgg Unterhaching
- Meister der Regionalliga Bayern und Aufstieg in die 3. Liga: 2022/23